# Joseph vendu à Potiphar
Joseph vendu à Potiphar est un tableau réalisé par le peintre italien Pontormo vers 1515. De format vertical, cette huile sur bois est une peinture religieuse qui illustre un passage du Livre de la Genèse, dans la Bible. Elle représente le jeune Joseph au moment de sa vente à Potiphar, dans un espace public de l'Égypte antique parmi divers personnages pour une bonne part indifférents à cette transaction.
Il s'agit d'une commande de Pierfrancesco Borgherini pour sa chambre nuptiale dans son palais florentin. L'œuvre est conservée à la National Gallery, à Londres, au Royaume-Uni. 
Elle a été achetée en 1979 avec l'aide de l'Art Fund.